# Venus (아스트로의 음반)
《Venus》은 2019년 4월 3일에 발매된 대한민국의 보이 그룹 아스트로의 일본어 미니 앨범이다. 타이틀 곡인 "Hanasake Mirai"를 포함한 6개의 곡이 담겨있다.

## 배경
음반 'Venus'(비너스)는 첫 일본 앨범이며 아스트로의 팬클럽 아로하를 Venus로 표현함으로 써 앞으로도 아스트로가 팬들과 함께 일본에서도 빛날 것을 의미한다. 이 음반은 통상판과 초회 한정판 A/B, 진진판, MJ판, 차은우판, 라키판, 윤산하판, 문빈판으로 해서 총 9개의 앨범으로 판매되었다.

## 곡 목록
| #            | 제목                 | 편곡  | 재생 시간 |
| ------------ | -------------------- | ----- | --------- |
| 1.           | 〈Always You〉       | 3:43  |           |
| 2.           | 〈Hanasake Mirai〉   | 3:58  |           |
| 3.           | 〈Baby〉             | 3:21  |           |
| 4.           | 〈Ii Aishiteru〉     | 4:00  |           |
| 5.           | 〈All Night〉        | 3:44  |           |
| 6.           | 〈I'm On Your Side〉 | 4:25  |           |
| 총 재생 시간 | 총 재생 시간         | 23:11 |           |

## 차트

### 주간 차트
| 차트          | 최고순위 |
| ------------- | -------- |
| 일본 (오리콘) | 3        |

## 같이 보기
- 아스트로
- 미니 앨범
- Spring Up